# Шарнуа
Шарнуа́ (фр. Charnois) — коммуна во Франции, находится в регионе Шампань — Арденны. Департамент коммуны — Арденны. Входит в состав кантона Живе. Округ коммуны — Шарлевиль-Мезьер.
Код INSEE коммуны — 08106.
Коммуна расположена приблизительно в 230 км к северо-востоку от Парижа, в 135 км севернее Шалон-ан-Шампани, в 39 км к северу от Шарлевиль-Мезьера.

## Население
Население коммуны на 2008 год составляло 82 человека.
| 1962 | 1968 | 1975 | 1982 | 1990 | 1999 | 2008 |
| ---- | ---- | ---- | ---- | ---- | ---- | ---- |
| 60   | 76   | 77   | 79   | 98   | 89   | 82   |

## Администрация
| Период | Период | Фамилия        | Партия | Должность |
| ------ | ------ | -------------- | ------ | --------- |
| 2001   | 2008   | Патрис Маронги |        |           |
| 2008   |        | Эрик Ивер      |        |           |

## Экономика

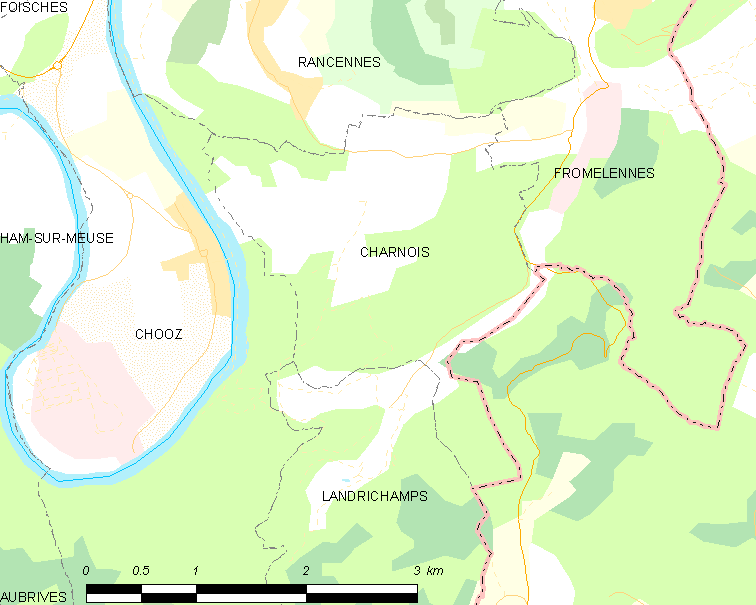
Карта коммуны

В 2007 году среди 59 человек в трудоспособном возрасте (15—64 лет) 39 были экономически активными, 20 — неактивными (показатель активности — 66,1 %, в 1999 году было 65,5 %). Из 39 активных работали 32 человека (21 мужчина и 11 женщин), безработными были 7 мужчин. Среди 20 неактивных 5 человек были учениками или студентами, 6 — пенсионерами, 9 были неактивными по другим причинам.